# Bussac-sur-Charente
Bussac-sur-Charente è un comune francese di 1 317 abitanti situato nel dipartimento della Charente Marittima nella regione della Nuova Aquitania.

## Società

### Evoluzione demografica
Abitanti censiti